# آلن کورنز (ایلینوی)
آلن کورنز (به انگلیسی: Allens Corners) یک منطقهٔ مسکونی در ایالات متحده آمریکا است که در ایلینوی قرار دارد. آلن کورنز ۳۰۲٫۹۷ متر بالاتر از سطح دریا قرار دارد.